# Goéland arctique
Larus glaucoides
Espèce
Statut de conservation UICN

 LC  : Préoccupation mineure

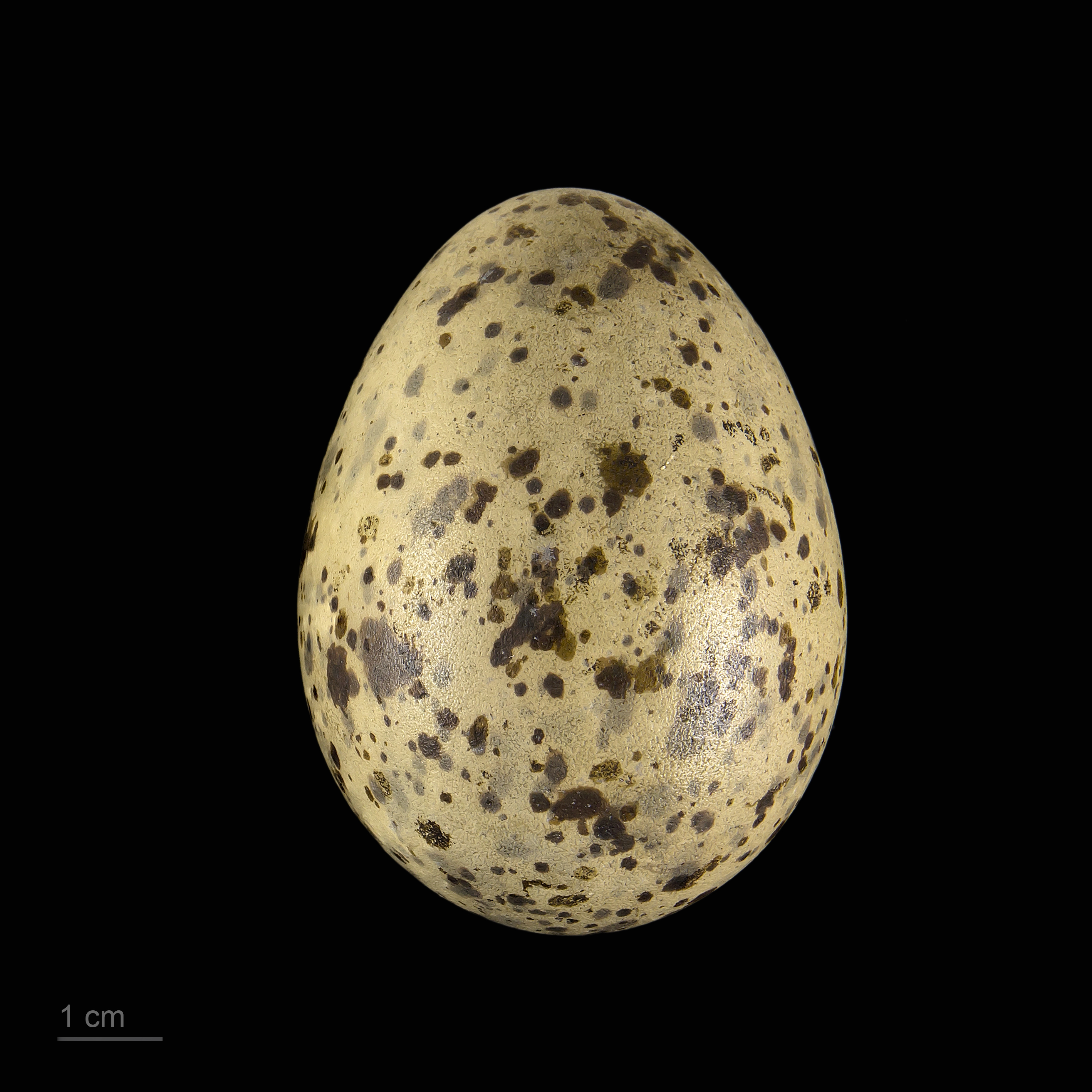
Œuf de Larus glaucoides - Muséum de Toulouse

Le Goéland arctique (Larus glaucoides) ou Goéland à ailes blanches, est une espèce d'oiseaux présents en Amérique du Nord et en Europe de la famille des Laridae.

## Description
Le Goéland arctique a une taille proche du Goéland argenté, les adultes ont un plumage blanc au niveau de la tête, du cou et du ventre. Au niveau des ailes et du dos, ils ont un plumage gris clair qui peut également virer au blanc. Ils ont les pattes couleur chair et ont, à l'instar d'autres espèces comme le Goéland brun, le Goéland argenté ou le Goéland marin, un bec jaune avec une tache rouge au niveau de la mandibule inférieure.
Les immatures ont un plumage blanc avec des taches brunes, leur bec est plutôt sombre voire noir pour certains.

## Écologie et comportement

### Alimentation
Le Goéland arctique est omnivore à tendance carnivore, il se nourrit de poissons, de crustacés, d’œufs et d'oisillons d'autres espèces. C'est aussi une espèce opportuniste qui mangera ce qu'il trouve comme des baies, des graines, des carcasses d'animaux ou même des déchets.

## Systématique
D'après la classification de référence (version 14.1, 2024) de l'Union internationale des ornithologues, le Goéland arctique possède 3 sous-espèces (ordre philogénique) :
- Larus glaucoides glaucoides (Meyer, B, 1822) : Sud de l'Islande ;
- Larus glaucoides kumlieni (Brewster, 1883) : Sud et l'Est de l'île de Baffin, sur l'île Southampton et la péninsule d'Unganva (Nord du Canada); Nommée d'après Ludwig Kumlien. Cette sous-espèce est parfois appelée Goéland de Kumlien ;
- Larus glaucoides thayeri (Brooks, WS, 1915[4]) : îles canadiennes, de l'île Banks à l'île d'Ellesmere, dans le Nord et le centre de l'île de Baffin, anciennement dans le Nord-Ouest du Groenland. Nommée d'après le colonel John E. Thayer. Cette sous-espèce est parfois appelé Goéland de Thayer.

La sous-espèce thayeri a longtemps fait débat quant à son statut d'espèce ou de sous-espèce. Décrite initialement comme espèce par Brooks, elle a d'abord était considérée comme sous-espèce du Goéland hudsonien avant que ses liens avec kumlieni soient reconnus. La Société ornithologique américaine vote en 2017 à l'unanimité le regroupement de thayeri au sein de glaucoides, notant tout de même que ces (sous-)espèces restent mal connues et que des recherches supplémentaires sont nécessaires.